# Highland (Ohio)
Pour les articles homonymes, voir Highland.
Highland est un village américain situé dans le comté de Highland, dans l'Ohio. Selon le recensement de 2010, sa population est de 254 habitants.